# Tel Afar
Tel Afar (Arabisch: تلعفر of تل عفر, Tal ʿAfar) of Tal Afar en Telafer, in het lokale Turkse dialect, is een stad in het noorden van Irak. De stad ligt vlak bij de grens met Syrië. In de stad wonen voornamelijk Iraakse Turkmenen.
Het woord Tel  betekent heuvel in zowel het Aramees als het Arabisch, het woord Afar betekent zand in het Aramees.
Op 9 september 2004 en de dagen erna werd er door groepen van het Iraaks verzet, voornamelijk buitenlandse strijders, en Amerikaanse militairen gevochten, waarbij ook veel burgerslachtoffers vielen.

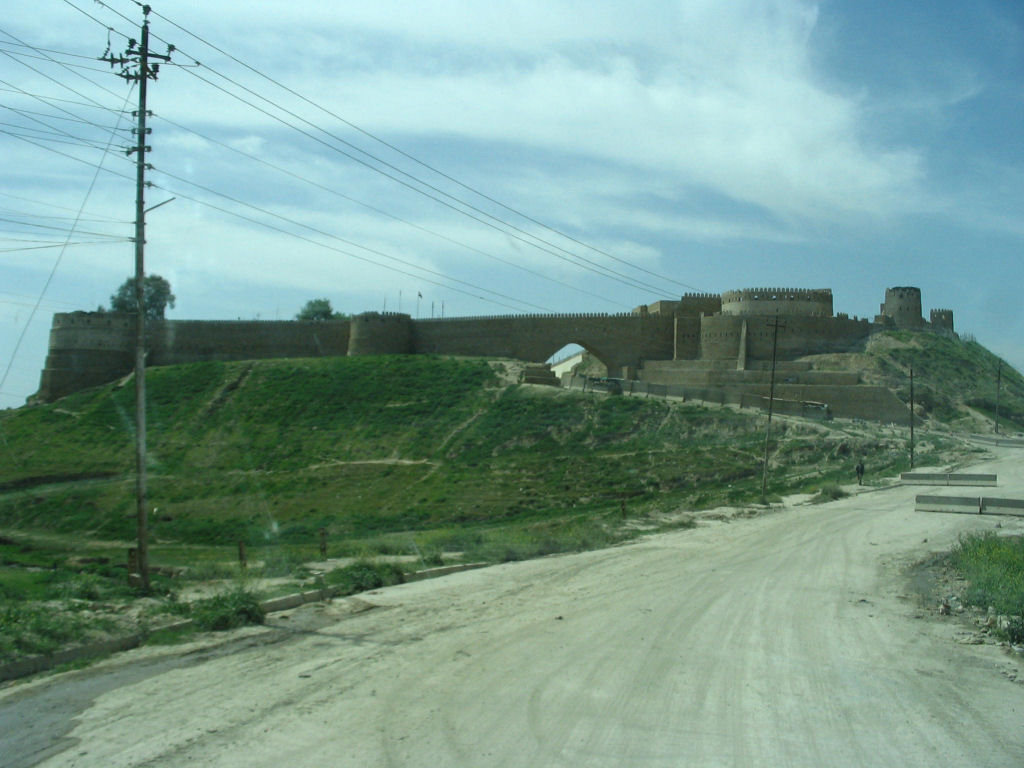
Het Osmaanse fort van Tel Afar

Op 16 juni 2014 wordt de stad veroverd door de extremistische beweging IS. De Saad bin Aqeel Husseiniymoskee en de Saad bin Aqeel Husseiniyamoskee worden na enige weken door de beweging opgeblazen, omdat dit sjiitische en daarmee 'heidense' heiligdommen waren.

## Geboren
- Abu Ibrahim al-Hashimi al-Qurayshi (1976-2022), leider van Islamitische Staat